# Formula Nippon 2011
La stagione 2011 della Formula Nippon fu la trentanovesima edizione del più importante campionato giapponese per vetture a ruote scoperte, la sedicesima da quando ha assunto tale denominazione. La serie si basò su 8 appuntamenti; iniziò il 15 maggio e terminò il 6 novembre. La serie venne vinta dal pilota tedesco André Lotterer del Petronas Team TOM's.

## La pre-stagione

### Calendario
Una prima versione del calendario fu resa nota nel dicembre 2010.
Il primo appuntamento, previsto a Suzuka il 16–17 aprile fu successivamente spostato al 14–15 maggio, a causa del terremoto che ha colpito il Giappone l'11 marzo 2011. Per tale motivo la prima gara prevista sul Twin Ring Motegi venne riposizionata nel calendario a novembre.
| Gara | Nome                     | Circuito           | Giri | Lunghezza              | Data         |
| ---- | ------------------------ | ------------------ | ---- | ---------------------- | ------------ |
| 1    | Suzuka 2&4 Race          | Circuito di Suzuka | 38   | 38x5,807 km=220,666 km | 15 maggio    |
| 2    | Autopolis Super 2&4 Race | Autopolis          | 54   | 54x4,674 km=252,396 km | 5 giugno     |
| 3    |                          | Circuito del Fuji  | 44   | 44x4,563 km=200,772 km | 17 luglio    |
| 4    | Motegi 2&4 Race          | Twin Ring Motegi   | 52   | 52x4,801 km=249,652 km | 7 agosto     |
| 5    |                          | Circuito di Suzuka | 43   | 43x5,087 km=249,701 km | 4 settembre  |
| 6    |                          | Sportsland SUGO    | 68   | 68x3,704 km=251,872 km | 25 settembre |
| 7    |                          | Twin Ring Motegi   | 23   | 23x4,801 km=110,423 km | 6 novembre   |
| 8    |                          | Twin Ring Motegi   | 34   | 34x4,801 km=163,234 km | 6 novembre   |

### Gare non valide per il campionato
| Gara | Nome                                        | Circuito          | Giri | Lunghezza              | Data        |
| ---- | ------------------------------------------- | ----------------- | ---- | ---------------------- | ----------- |
| 1    | Super GT and Formula Nippon Sprint Cup 2011 | Circuito del Fuji | 22   | 22x4,563 km=100,386 km | 13 novembre |

- Tutte le corse sono disputate in Giappone.

### Test
| Circuito           | Data      | Pilota più veloce | Team             | Tempo    |
| ------------------ | --------- | ----------------- | ---------------- | -------- |
| Circuito di Suzuka | 11 maggio | Takashi Kogure    | Nakajima Racing  | 1'58"560 |
| Circuito di Suzuka | 12 maggio | Koudai Tsukakoshi | Dandelion Racing | 1'57"738 |
| Circuito di Suzuka | 13 maggio | Koudai Tsukakoshi | Dandelion Racing | 1'41"208 |

## Piloti e team
| Team                         | Motore      | Nr. | Pilota                 | Status | Gare   |
| ---------------------------- | ----------- | --- | ---------------------- | ------ | ------ |
| Team Impul                   | Toyota RV8K | 1   | João Paulo de Oliveira |        | Tutte  |
| Team Impul                   | Toyota RV8K | 2   | Kohei Hirate           |        | Tutte  |
| Kondō Racing                 | Toyota RV8K | 3   | Andrea Caldarelli      | R      | Tutte  |
| Team LeMans                  | Toyota RV8K | 7   | Kazuya Oshima          |        | Tutte  |
| Team Kygnus Sunoco           | Toyota RV8K | 8   | Hiroaki Ishiura        |        | Tutte  |
| Real Racing                  | Honda HR10E | 10  | Takashi Kobayashi      | R      | Tutte  |
| Real Racing                  | Honda HR10E | 11  | Hideki Mutoh           |        | 4, 7-8 |
| Team Mugen                   | Honda HR10E | 16  | Naoki Yamamoto         |        | Tutte  |
| SGC by KCMG                  | Toyota RV8K | 18  | Alexandre Imperatori   | R      | Tutte  |
| Nakajima Racing              | Honda HR10E | 31  | Daisuke Nakajima       | R      | Tutte  |
| Nakajima Racing              | Honda HR10E | 32  | Takashi Kogure         |        | Tutte  |
| Project μ/cerumo・INGING     | Toyota RV8K | 33  | Yuji Kunimoto          | R      | Tutte  |
| Petronas Team TOM'S          | Toyota RV8K | 36  | André Lotterer         |        | 1, 3-8 |
| Petronas Team TOM'S          | Toyota RV8K | 36  | Takuto Iguchi          |        | 2      |
| Petronas Team TOM'S          | Toyota RV8K | 37  | Kazuki Nakajima        | R      | Tutte  |
| Docomo Team Dandelion Racing | Honda HR10E | 40  | Takuya Izawa           |        | Tutte  |
| Docomo Team Dandelion Racing | Honda HR10E | 41  | Koudai Tsukakoshi      |        | Tutte  |
| Le Beausset Motorsports      | Toyota RV8K | 62  | Kōki Saga              | R      | Tutte  |

| Icona | Status     |
| ----- | ---------- |
| R     | Esordiente |

- Tutte le vetture sono Swift FN09.

## Risultati e classifiche

### Risultati
| Gara | Circuito  | Tempo                                | Velocità                             | Pole Position                        | GPV                                  | Vincitore                            | Vettura                              | Team                                 |
| ---- | --------- | ------------------------------------ | ------------------------------------ | ------------------------------------ | ------------------------------------ | ------------------------------------ | ------------------------------------ | ------------------------------------ |
| 1    | Suzuka    | 1h08'16"849                          | 193,90 km/h                          | Naoki Yamamoto                       | Naoki Yamamoto                       | André Lotterer                       | Swift-Toyota                         | Petronas Team TOM'S                  |
| 2    | Autopolis | 1h28'22"185                          | 171,204 km/h                         | Koudai Tsukakoshi                    | Kohei Hirate                         | Kazuki Nakajima                      | Swift-Toyota                         | Petronas Team TOM'S                  |
| 3    | Fuji      | 1h06'08"906                          | 182,14 km/h                          | João Paulo de Oliveira               | João Paulo de Oliveira               | André Lotterer                       | Swift-Toyota                         | Petronas Team TOM'S                  |
| 4    | Motegi    | 1h26'07"270                          | 173,94 km/h                          | João Paulo de Oliveira               | João Paulo de Oliveira               | João Paulo de Oliveira               | Swift-Toyota                         | Team Impul                           |
| 5    | Suzuka    | Gara cancellata per la forte pioggia | Gara cancellata per la forte pioggia | Gara cancellata per la forte pioggia | Gara cancellata per la forte pioggia | Gara cancellata per la forte pioggia | Gara cancellata per la forte pioggia | Gara cancellata per la forte pioggia |
| 6    | Sugo      | 1h20'52"035                          | 186,891 km/h                         | Kazuya Oshima                        | Hiroaki Ishiura                      | André Lotterer                       | Swift-Toyota                         | Petronas Team TOM'S                  |
| 7    | Motegi    | 38'40"346                            | 171,33 km/h                          | André Lotterer                       | Kazuki Nakajima                      | André Lotterer                       | Swift-Toyota                         | Petronas Team TOM'S                  |
| 8    | Motegi    | 1h29'10"870                          | 109,83 km/h                          | André Lotterer                       | André Lotterer                       | André Lotterer                       | Swift-Toyota                         | Petronas Team TOM'S                  |

### Classifica piloti
I punti sono assegnati secondo lo schema seguente:
| Gare 1-6 | 10 | 8 | 6 | 5   | 4 | 3   | 2 | 1   | 1 |
| Gare 7-8 | 8  | 4 | 3 | 2,5 | 2 | 1,5 | 1 | 0,5 | 1 |

| Pos | Pilota                 | S2&4 | A2&4 | FUJ | M2&4 | SUZ | SUG | MOT | MOT | Punti |
| --- | ---------------------- | ---- | ---- | --- | ---- | --- | --- | --- | --- | ----- |
| 1   | André Lotterer         | 1    |      | 1   | 2    | C   | 1   | 1   | 1   | 56    |
| 2   | Kazuki Nakajima        | 3    | 1    | 3   | 3    | C   | 3   | 2   | 2   | 42    |
| 3   | João Paulo de Oliveira | 6    | 4    | 4   | 1    | C   | SQ  | 9   | 3   | 28    |
| 4   | Koudai Tsukakoshi      | 7    | 3    | 5   | 4    | C   | 4   | 3   | 8   | 26,5  |
| 5   | Kazuya Oshima          | 5    | 2    | 12  | 8    | C   | 6   | Rit | 5   | 19    |
| 6   | Hiroaki Ishiura        | 8    | 10   | 6   | 7    | C   | 2   | 6   | 6   | 17    |
| 7   | Takashi Kogure         | 2    | Rit  | 7   | Rit  | C   | 7   | 5   | 4   | 16,5  |
| 8   | Kohei Hirate           | 9    | 8    | 2   | 5    | C   | 8   | 7   | Rit | 15    |
| 9   | Takuya Izawa           | 4    | 6    | 10  | 6    | C   | SQ  | Rit | 10  | 11    |
| 10  | Yuji Kunimoto          | 13   | 11   | 15  | 12   | C   | 5   | 4   | SQ  | 6,5   |
| 11  | Naoki Yamamoto         | Rit  | 5    | 9   | 14   | C   | 11  | 12  | NC  | 5     |
| 12  | Alexandre Imperatori   | 10   | 7    | Rit | 11   | C   | 12  | 8   | 12  | 2,5   |
| 13  | Daisuke Nakajima       | 11   | Rit  | 8   | 9    | C   | 10  | 11  | 7   | 2     |
| 14  | Takashi Kobayashi      | Rit  | 9    | 11  | 15   | C   | Rit | 10  | 11  | 0     |
| 15  | Hideki Mutoh           |      |      |     | 10   |     |     | Rit | 9   | 0     |
| 16  | Andrea Caldarelli      | Rit  | Rit  | 13  | 13   | C   | 9   | Rit | Rit | 0     |
| 17  | Kōki Saga              | 12   | Rit  | 14  | 16   | C   | 13  | 13  | Rit | 0     |
| 18  | Takuto Iguchi          |      | 12   |     |      |     |     |     |     | 0     |
| Pos | Pilota                 | S2&4 | A2&4 | FUJ | M2&4 | SUZ | SUG | MOT | MOT | Punti |

| Colore  | Risultato             |
| ------- | --------------------- |
| Oro     | Vincitore             |
| Argento | 2º posto              |
| Bronzo  | 3º posto              |
| Verde   | Finito a punti        |
| Blu     | Finito senza punti    |
| Viola   | Ritirato (Rit)        |
| Viola   | Non classificato (NC) |
| Rosso   | Non qualificato (NQ)  |
| Nero    | Squalificato (SQ)     |
| Bianco  | Non partito (NP)      |
| Bianco  | Non ha gareggiato     |
| Bianco  | Infortunato (INF)     |
| Bianco  | Escluso (ES)          |
| Bianco  | Gara cancellata (C)   |

### Classifica scuderie
| Pos | Team                           | S2&4 | A2&4 | FUJ | M2&4 | SUZ | SUG | MOT | MOT | Punti |
| --- | ------------------------------ | ---- | ---- | --- | ---- | --- | --- | --- | --- | ----- |
| 1   | Petronas Team TOM'S            | 1    | 1    | 1   | 2    | C   | 1   | 1   | 1   | 96    |
| 1   | Petronas Team TOM'S            | 3    | 12   | 3   | 3    | C   | 3   | 2   | 2   | 96    |
| 2   | Team Impul                     | 6    | 4    | 2   | 1    | C   | 8   | 7   | 3   | 41    |
| 2   | Team Impul                     | 9    | 8    | 4   | 5    | C   | SQ  | 9   | Rit | 41    |
| 3   | Docomo Team Dandelion Racing   | 4    | 3    | 5   | 4    | C   | 4   | 3   | 8   | 36,5  |
| 3   | Docomo Team Dandelion Racing   | 7    | 6    | 10  | 6    | C   | SQ  | Ret | 10  | 36,5  |
| 4   | Team LeMans Team Kygnus Sunoco | 5    | 2    | 6   | 7    | C   | 2   | Rit | 5   | 32    |
| 4   | Team LeMans Team Kygnus Sunoco | 8    | 10   | 12  | 8    | C   | 6   |     |     | 32    |
| 5   | Nakajima Racing                | 2    | Rit  | 7   | 9    | C   | 7   | 5   | 4   | 18,5  |
| 5   | Nakajima Racing                | 11   | Rit  | 8   | Rit  | C   | 10  | 11  | 7   | 18,5  |
| 6   | Project μ/cerumo・INGING       | 13   | 11   | 15  | 12   | C   | 5   | 4   | SQ  | 6,5   |
| 7   | Team Mugen                     | Rit  | 5    | 9   | 14   | C   | 11  | 12  | NC  | 4     |
| 8   | Team Kygnus Sunoco             |      |      |     |      |     |     | 6   | 6   | 3     |
| 9   | SGC by KCMG                    | 10   | 7    | Rit | 11   | C   | 12  | 8   | 12  | 2,5   |
| 10  | HP Real Racing                 | Rit  | 9    | 11  | 10   | C   | Rit | 10  | 9   | 0     |
| 10  | HP Real Racing                 |      |      |     | 15   |     |     | Rit | 11  | 0     |
| 11  | Kondō Racing                   | Rit  | Rit  | 13  | 13   | C   | 9   | Rit | Rit | 0     |
| 12  | Le Beausset Motorsports        | 12   | Rit  | 14  | 16   | C   | 13  | 13  | Rit | 0     |
| Pos | Scuderie                       | S2&4 | A2&4 | FUJ | M2&4 | SUZ | SUG | MOT | MOT | Punti |

| Colore  | Risultato             |
| ------- | --------------------- |
| Oro     | Vincitore             |
| Argento | 2º posto              |
| Bronzo  | 3º posto              |
| Verde   | Finito a punti        |
| Blu     | Finito senza punti    |
| Viola   | Ritirato (Rit)        |
| Viola   | Non classificato (NC) |
| Rosso   | Non qualificato (NQ)  |
| Nero    | Squalificato (SQ)     |
| Bianco  | Non partito (NP)      |
| Bianco  | Non ha gareggiato     |
| Bianco  | Infortunato (INF)     |
| Bianco  | Escluso (ES)          |
| Bianco  | Gara cancellata (C)   |

## Gara non valida per il campionato
| Gara | Circuito | Tempo     | Velocità     | Pole Position          | GPV                    | Vincitore              | Vettura      | Team       |
| ---- | -------- | --------- | ------------ | ---------------------- | ---------------------- | ---------------------- | ------------ | ---------- |
| 1    | Fuji     | 32'17"217 | 185,986 km/h | João Paulo de Oliveira | João Paulo de Oliveira | João Paulo de Oliveira | Swift-Toyota | Team Impul |